# 傅冠
傅冠（1595年—1646年），初名元範，字元甫，号寄庵。江西进贤人。明末政治人物，榜眼及第。崇禎年間，官至禮部侍郎兼東閣大學士，罷歸。隆武時起用，督師江西，事敗被俘，堅拒投降，在汀州殉國。

## 生平
天启二年（1622年）壬戌科榜眼。授翰林院编修，充经筵讲官，掌翰林院事。崇祯十年，调任实录馆副总裁。崇祯十年（1637年）秋，升任為禮部右侍郎兼東閣大學士。生活奢靡，有姬妾數十名，夜夜笙歌豪飲。崇祯十一年（1638年）八月，因督师饷绝，罷歸。
隆武元年（清顺治二年，1645年），隆武帝诏旨傅冠以尚书兼大学士原官督师江西。清兵攻陷江西，傅冠躲在邵武府泰寧縣門人江亨龍家中，亨龍怕遭连累，與子江養源把他獻給清軍。李成栋執禮甚恭，並勸他投降，傅冠拒絕說：“吾鄉無叩頭宰相，但有斷頭宰相爾！”兩次自杀未遂。後押送至汀洲（今福建长汀县）由鎮將李發管押，清廷下令斬決。永曆元年（顺治三年）十一月二十一日，傅冠整衣冠南向拜曰：“负国无状，死不足赎。”遂就死。临刑前赋诗： “幻影落红尘，倏忽成今古。名义重为山，以身弃如土。四顾环刀戟，展转不得死。矢念终不移，皎日有如此。”《明史》有傳。清朝追諡忠烈。

## 家族
祖傅炯，官南京刑部尚書。

## 著作
有《寶綸樓集》。